# Antonín Řivnáč
Antonín Řivnáč (23. října 1843 Praha – 27. srpna 1917 Praha) byl český knihkupec a nakladatel, aktivně zapojený do hospodářského a společenského života v Praze.

## Biografie
Narodil se jako syn Františka Řivnáče (1807–1888), jehož knihkupectví (založené roku 1848) bylo po desetiletí důležitým střediskem českého obrozeneckého života. Antonín nastoupil do závodu jako patnáctiletý 1. listopadu 1858. V roce 1873 se stal společníkem a roku 1885, po odchodu otce na odpočinek, převzal vedení firmy. Udržel její dobrou pověst i významné obchodní vztahy (např. komisní prodej publikací Muzea království českého, Královské české společnosti nauk, Matice české a moravské). Knihkupectví sídlilo nejprve společně s Muzeem království českého v někdejším Nostickém paláci v ulici Na příkopě. V 90. letech byl palác zbořen kvůli výstavbě budovy Zemské banky (dnes Živnostenská banka, resp. UniCredit) a obchod se na dva a půl roku přesunul na Ferdinandovu třídu. Po dokončení stavby se Řivnáč vrátil a otevřel v nové budově výstavné knihkupectví s rozsáhlými prodejními prostorami v přízemí a mezaninu a skladem s distribucí v suterénu. Zaměstnával tam 27 pracovníků.

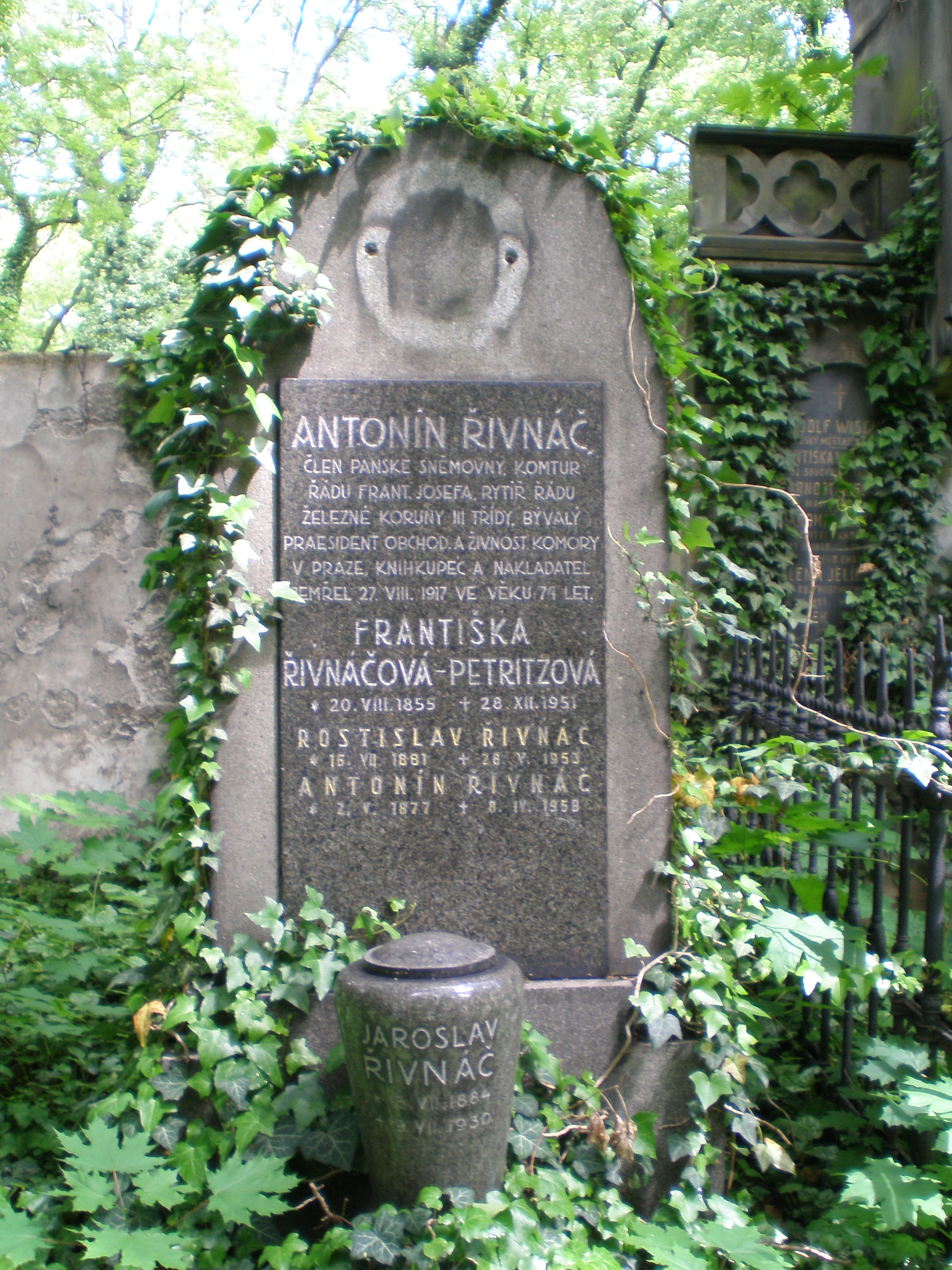
Hrob Antonína Řivnáče na Olšanských hřbitovech v Praze

Ve svém nakladatelství vydal několik významných odborných publikací, jako např. Dějepis města Prahy a Dějiny Království českého (autor: Václav Vladivoj Tomek) a slavný Průvodce po Království českém (autor: František Adolf Borovský). Padesáté výročí tohoto závodu, který se řadil mezi přední česká i rakouská knihkupectví, připomněly v roce 1898 hlavní české časopisy.
Antonín Řivnáč byl aktivní i v pražském společenském a obchodním životě. Spoluzakládal obchodní spolek Merkur, Českou grafickou unii a Českoslovanskou akademii obchodní, které prospěl svými zkušenostmi i jako první a dlouholetý jednatel. Působil jako první místopředseda pražské obchodní komory, od roku 1902 prezident Obchodní a živnostenské komory, předseda grémia pražských knihkupců, volený ředitel Zemské banky a člen kuratoria Uměleckoprůmyslového muzea. Později se stal císařským radou a členem panské sněmovny. Současníci jej považovali za obětavého a cílevědomého organizátora. Za podnikatelské i umělecké zásluhy obdržel řadu vyznamenání, mj. Řád Františka Josefa a Řád železné koruny.
Je pohřben na Olšanských hřbitovech v Praze.